# Curta

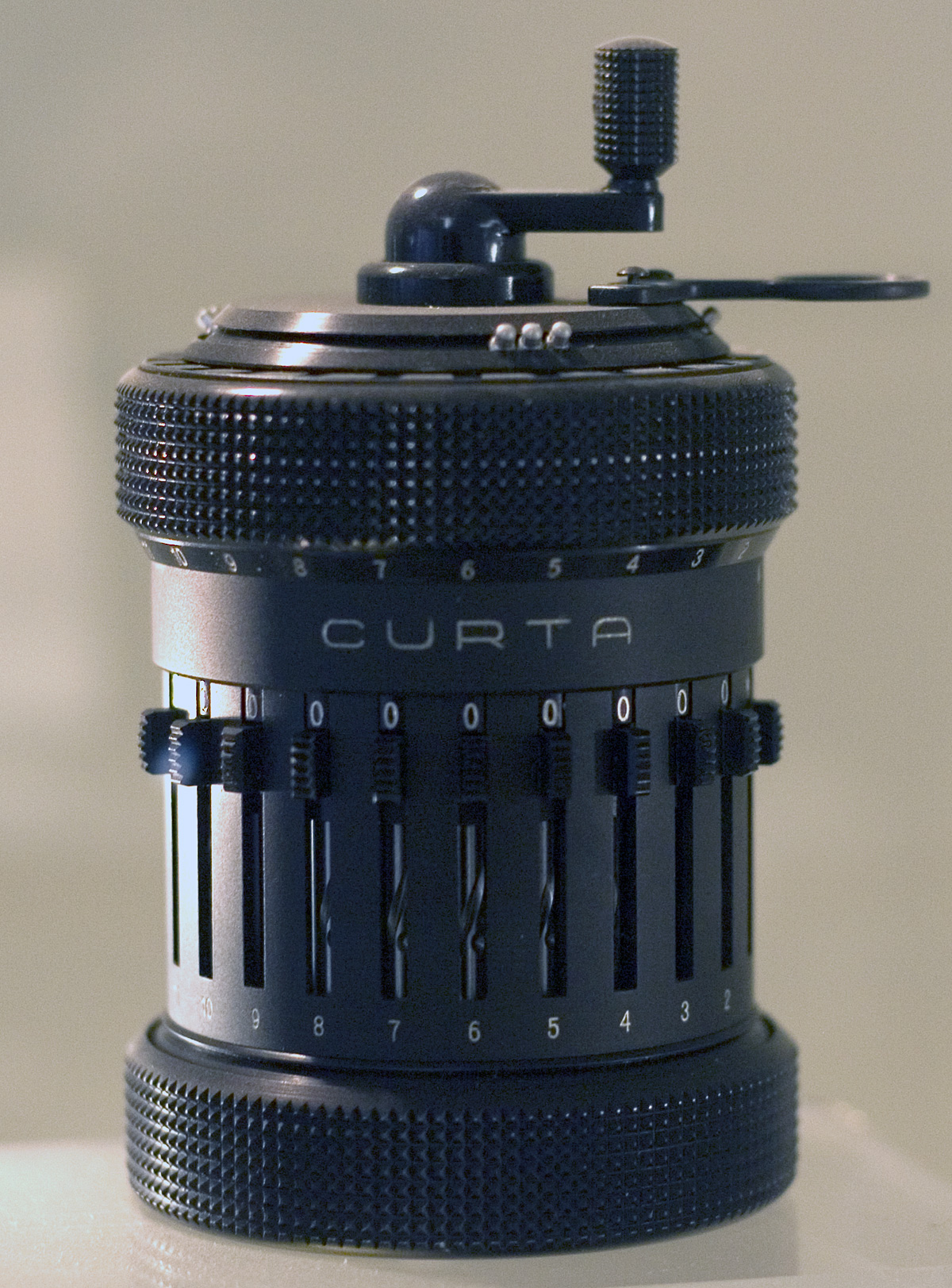
Eine Curta II

Die Curta ist eine mechanische Rechenmaschine in Form eines Zylinders mit einer Kurbel an der Oberseite. Das Funktionsprinzip ist das der doppelten Staffelwalze. Sie wurde in den 1940er-Jahren von Curt Herzstark entwickelt und von 1947 bis 1970 vom liechtensteinischen Unternehmen Contina AG in einer Gesamtstückzahl von etwa 140.000 produziert. Mit einer Höhe von 85 mm und einem Durchmesser von 53 mm ist die Curta I die kleinste serienmäßig hergestellte mechanische Vier-Spezies-Rechenmaschine der Welt.

## Aufbau und Varianten
Die Curta besteht im Wesentlichen aus einer zentralen Welle, die die Funktion der Staffelwalze übernimmt und an deren oberen Ende die Kurbel angebracht ist, sowie aus dem Gehäuse, das die übrigen Elemente trägt.
Die Staffelwalze der Curta besteht aus einem Blechpaket, wobei die einzelnen Bleche unterschiedliche Zähnezahlen haben und auf diese Weise die Ziffern codieren. Jedes Blech ist doppelt vorhanden, um durch Verschieben der Walze subtrahieren zu können, was durch Addition des Zehnerkomplements erfolgt. Jede Ziffer wird dabei auf 9, die Einerziffer auf 10 ergänzt.
Beispiel für dreistellige Rechnung: Um 173 von 451 zu subtrahieren, addiert man das Komplement 827 und erhält 1278. Nach Streichung der führenden 1 erhält man das korrekte Ergebnis.
An der Seitenfläche des Gehäuses befindet sich das Einstellwerk mit acht bzw. elf Einstellgriffen. Die Griffe ragen nach innen und verschieben dort kleine Zahnräder, die auf einer zweiten, weiter innen liegenden Welle lose gelagert sind. Wenn die Staffelwalze gedreht wird, verdrehen die Zähne die Wellen dieser Räder je nach Stellung des Griffes und der Kurbel unterschiedlich weit. Im drehbaren Oberteil des Gehäuses, dem sog. „Rundwagen“ (oder kurz „Wagen“), befinden sich die beiden Ergebniswerke, nämlich das 11- bzw. 15-stellige Resultatzählwerk (schwarz hinterlegt) und das 6- bzw. 8-stellige Umdrehungszählwerk (weiß hinterlegt.) Die Übertragung auf diese Zählwerke erfolgt durch kleine Kronräder am oberen Ende der inneren Wellen. Weitere Zahnräder und Hebelchen sorgen für den korrekten Zehnerübertrag von Stelle zu Stelle.
Der Rundwagen ist federnd gelagert und lässt sich nach leichtem Anheben versetzen, was für das stellenrichtige Rechnen erforderlich ist. In der angehobenen Position lässt sich auch der Löscherhebel bedienen, der mit weiteren Zahnrädern alle überstrichenen Räder der Ergebniswerke auf Null setzt.

### Curta I und II
Die Curta konnte in der Ausführung I bis zu elfstellige Ergebnisse liefern. Sie besteht aus 571 Einzelteilen.
Das spätere Modell Curta II liefert fünfzehnstellige Ergebnisse und besteht aus 719 Einzelteilen. Die seitliche Hülle der Curta II ist schwarz (Modell 1953) bzw. grau (Modelle 1958 und 1969) lackiert.

## Bedienung
Die Curta beherrscht die vier Grundrechenarten, wobei alle Rechnungen auf Additionen und Subtraktionen zurückgeführt werden. Für die Bedienung muss man nur im Kopf behalten, dass jede Drehung der Kurbel eine stellenrichtige Addition des Einstellwerks (EW) ins Resultatwerk (RW) zur Folge hat. Solange man das EW nicht verstellt, gilt daher nach beliebig vielen Drehungen und Versetzungen des Wagens stets RW = EW * UW.
Die Maschine lässt sich bequem in einer Hand halten und weitgehend auch einhändig bedienen. Man kann alle Manipulationen mit der rechten Hand ausführen (wenn man die Maschine in der linken hält), nach einiger Übung wird man aber das Versetzen des Oberteils (des „Rundwagens“) und ggfs. auch die Bedienung des EW mit der linken Hand bewerkstelligen.
Im einfachsten Fall der Addition wird einer der beiden Summanden über die Stellschieber auf der Zylinderaußenseite eingegeben (die Ziffern sind dabei in kleinen Fensterchen ablesbar) und mittels einer Kurbelumdrehung ins Ergebniswerk addiert. Die Kurbelumdrehungen werden dabei im Umdrehungszählwerk (UW) vorzeichenrichtig nachgehalten. Dann stellt man den zweiten Summanden ein, führt eine weitere Kurbelumdrehung durch und liest das Ergebnis ab.
Durch wiederholte Rechenvorgänge mit versetzten Stellen (durch Anheben und Versetzen des Rundwagens) lassen sich Multiplikationen ganz analog zum schriftlichen Multiplizieren ausführen, man berechnet also eine Stelle nach der anderen. Zieht man die Kurbel ein kleines Stück in Achsrichtung heraus, lassen sich Subtraktionen und – wiederum stellenweise – Divisionen rechnen. Eine Sperrklinke verhindert ein Rückwärtsdrehen der Kurbel, und ein Löschhebel setzt das Ergebnis- oder Umdrehungszählwerk (oder beide) zurück. Kurbel, Löschhebel und Rundwagen sind dabei so gegeneinander gesperrt, dass sich immer nur eines der Bedienelemente außerhalb seiner Grundstellung befinden kann.
Die „Grundstellung“ der Kurbel ist dabei deutlich spürbar. Falls sich die Kurbel in dieser Stellung befindet, beide Zählwerke gelöscht sind, die Einstellgriffe auf Null stehen und sich der Umschalthebel des Umdrehungszählwerkes oben befindet, wird die Maschine als rechenklar bezeichnet.

### Beispiel: Addition und Subtraktion
Aufgabe: 314,55 + 2135,30 − 875,92
Das Komma wird, falls gewünscht, mit den Kommaknöpfen markiert, hat aber auf die eigentliche Rechnung keinen Einfluss.
1. Maschine rechenklar machen.
2. 31455 einstellen, an Griffen 5 bis 1.
3. Eine Kurbelumdrehung machen. (31455 erscheint jetzt im Resultatzählwerk.)
4. 213530 einstellen, an Griffen 6 bis 1.
5. Eine Kurbelumdrehung machen. (Im Resultatzählwerk erscheint das Zwischenergebnis 244985, das 2449,85 bedeutet, aber im Normalfall nicht beachtet werden muss.)
6. 87592 einstellen, an Griffen 5 bis 1, dabei nicht vergessen, Griff 6 auf Null zu stellen.
7. Optional: Umschalthebel des Umdrehungszählwerkes in die „entgegengesetzt zählen“-Position bringen.
8. Kurbel in die Subtraktionsstellung herausziehen und eine Drehung machen (dies wird als „eine subtraktive Kurbeldrehung machen“ abgekürzt.)
9. Resultat 1573,93 ablesen. Im Umdrehungszählwerk steht 3, die Zahl der Posten, falls man in Schritt 7 umgeschaltet hat, sonst 1.

### Beispiel: Multiplikation
Aufgabe: 4 165,78 · 292,3
Wiederum werden Kommas zunächst nicht beachtet. Wenn man die Wahl hat, stellt man vorteilhaft den Faktor mit mehr Ziffern im Einstellwerk ein.
1. Maschine rechenklar machen.
2. 416 578 einstellen, an Griffen 6 bis 1.
3. Drei Kurbelumdrehungen machen, Kontrolle am Umdrehungszählwerk. Resultatzählwerk zeigt 1 249 734.
4. Wagen anheben und an Stelle 2 versetzen.
5. Zwei Kurbelumdrehungen machen, Kontrolle wie oben.
6. Wagen anheben und an Stelle 3 versetzen.
7. Neun Kurbelumdrehungen machen oder – klüger – eine subtraktive Kurbelumdrehung machen (290 = 300 − 10)
8. Wagen anheben und an Stelle 4 versetzen.
9. Zwei bzw. – wenn man zuvor subtraktiv gedreht hat – drei Kurbelumdrehungen machen, Kontrolle wie oben. Das Resultatzählwerk zeigt 1 217 657 494, was 1 217 657,494 bedeutet, da das Produkt so viele Nachkommastellen haben muss wie die beiden Faktoren zusammen, hier also drei. Überschlagsrechnung im Kopf: 4 000 · 300 = 1,2 Millionen, stimmt. (Im Regelfall wird man das Resultat sinnvoll runden.)

Mit dem gleichen Ergebnis lässt sich die Rechnung „von oben“ – also an Wagenposition 4 beginnend – oder sogar in beliebiger Reihenfolge durchführen. Das Vorgehen ist völlig analog zur schriftlichen Multiplikation, die man ebenfalls stellenweise vornimmt.
Für eine weitere Multiplikation muss das Ergebnis normalerweise wieder ins Einstellwerk übertragen werden, was nur manuell möglich ist. (Größere Tischmaschinen boten häufig eine Automatik für diese Funktion.) Für kurze Zahlen gibt es aber Tricks, zwei Multiplikationen „nebeneinander“ auszuführen (s. Weblink).

### Beispiel: Division
Hierfür gibt es zwei Verfahren: das „aufbauende“ und das „abbauende“ Verfahren. Beiden Verfahren ist gemeinsam, dass sich der Divisor (Teiler) im Einstellwerk befindet und das Divisionsergebnis im Umdrehungszählwerk abgelesen wird, was die Stellenzahl auf 6 bzw. 8 (bei der Curta II) begrenzt. Beim aufbauenden Verfahren beginnt man mit Null im Resultatzählwerk und baut hier den Dividenden auf, beim abbauenden Verfahren befindet sich der Dividend bereits im Resultatwerk (mit Vorteil möglichst weit links, was ggfs. zuvor zu berücksichtigen ist) und man findet das Ergebnis durch „Herauskurbeln“.
Im Regelfall geht eine Division nicht auf; man versucht dann, einen möglichst guten Näherungswert zu finden, und rundet sinnvoll.
A. Aufbauendes Verfahren
Aufgabe: 310 : 4,68 = ?
1. Maschine rechenklar.
2. 468 einstellen, möglichst weit links, also Griffe 6 bis 4 (Curta I) oder 8 bis 6 (Curta II). (Im Folgenden ist das Beispiel für die Curta I gerechnet.)
3. Wagen in Position 6.
4. Additive Kurbelumdrehungen, um möglichst nahe an 310 zu gelangen. Nach sieben Umdrehungen ist 327,6 erreicht, die 3 ist dabei nicht mehr sichtbar und in Gedanken vorne anzufügen. (Die Kommareiter sind vortrefflich als Gedankenstütze geeignet, einen vierten stellt man zwischen die Stellen 9 und 10.) Alternativ könnte man eine Stelle tiefer beginnen; dies geht aber auf Kosten der Genauigkeit.
5. Wagen in Position 5.
6. Subtraktive Kurbeldrehungen (Resultatwerk ist zu hoch), um 310 besser anzunähern. Nach drei Drehungen ist 313,56 erreicht, eine vierte Drehung ergibt 308,88. Der letzte Wert ist näher (andernfalls würde man das letzte Ergebnis durch eine additive Drehung wiederherstellen.)
7. Wagen in Position 4.
8. Additive Drehungen. Nach zwei Drehungen ist 309,816 erreicht, eine dritte Drehung würde auf 310,284 führen, beide Zwischenergebnisse sind akzeptabel.
9. Wagen in Position 3.
10. Weitere Drehungen in Richtung auf 310. Nach vier additiven (wenn man zuvor zwei Drehungen gemacht hat) oder sechs subtraktiven Drehungen erreicht man 310,0032. Das Umdrehungszählwerk zeigt 662 400, also 66,24.
11. Wagen in Position 2.
12. Eine subtraktive Drehung ergibt 309,998 52.
13. Wagen in Position 1.
14. Drei additive Drehungen ergeben 309,999 924, was die bestmögliche Annäherung darstellt. Im Umdrehungszählwerk liest man das Ergebnis 66,239 3 ab. Der zwölfstellige Wert wäre 66,239 316 239 3.

B. Abbauendes Verfahren
Analog wie oben, abgesehen davon, dass man beim Ausgangswert anfängt und auf Null kurbelt. Dazu ist der Umsteuerhebel in die „entgegengesetzt zählen“-Position zu bringen.
Aufgabe: 2040,3 : 17,26 = ?
20 403 000 000 befindet sich im Resultatwerk, das Umdrehungszählwerk ist gelöscht.
1. Kontrolle des Umsteuerhebels: untere Position.
2. 1726 einstellen, möglichst weit links, also Griffe 6 bis 3 (Curta I) oder 8 bis 5 (Curta II). (Im Folgenden ist das Beispiel für die Curta I gerechnet.)
3. Wagen in Position 6.
4. Eine subtraktive Drehung machen.
5. Wagen in Position 5.
6. Durch weitere Drehungen Null annähern; nach zwei subtraktiven Drehungen ist 99 691 000 000, also eine negative Zahl erreicht.
7. Wagen auf die weiteren Positionen versetzen und entsprechend weiter kurbeln. Man erhält 118,210, der zwölfstellige Wert wäre 118,209 733 488.

### Beispiel: Zusammengesetzte Punktrechnung (Dreisatzaufgabe)
Diese häufig vorkommende Aufgabe kann bei genügend „kurzen“ Zahlen oder ausreichender Stellenzahl verkürzt gerechnet werden, indem man die Zahlen im Einstellregister an die Enden stellt. EW und RW werden dann gedanklich so weit rechts wie möglich geteilt.
Aufgabe: 1980 * 395 : 144
1. Maschine rechenklar.
2. Nenner 144 so weit wie möglich links einstellen, also Griffe 8 bis 6 (wiederum für die Curta I).
3. Den zweiten Faktor 395 so weit wie möglich rechts einstellen, also Griffe 3 bis 1. Drei Ziffern sind erforderlich.
4. Wagen in Position 4, an die niedrigste Stelle hinter der gedanklichen Teilung.
5. Durch Kurbeln jetzt den ersten Faktor in den oberen Stellen des RW erreichen, also eine Drehung in Position 4, vier Drehungen in Position 3, zwei subtraktive Drehungen in Position 2, und fünf weitere subtraktive Drehungen in Position 1.
6. RW zeigt jetzt 19 800 543 125, UW zeigt 001 375. Das Endergebnis ist 5 431,25 und der Quotient aus erstem Faktor und Nenner 13,75.

Effektiv hat man dabei im linken Teil des EW und RW nach der aufbauenden Methode dividiert und im rechten Teil den Quotienten im gleichen Arbeitsgang mit dem zweiten Faktor, hier 395, multipliziert. Falls die Division nicht aufgeht oder die Werte zu groß sind, laufen die Zahlen ineinander und man muss die Rechnungen einzeln ausführen.

### Beispiel: Wurzel
Die Bestimmung der Quadratwurzel ist mit einem iterativen Näherungsverfahren (s. u.) ebenfalls möglich. Voraussetzung ist, dass man einen ungefähren Näherungswert kennt, entweder aus einer Tabelle, durch einen Blick auf den Rechenschieber oder durch Schätzen.
Aufgabe: Bestimme {\displaystyle {\sqrt {804{,}129}}}.
Der Rechenschieber liefert eine Näherung 28,4. Diesen Wert quadriert man zunächst.
1. Maschine rechenklar.
2. 284 einstellen, möglichst weit links (unter Beachtung der erforderlichen Verdoppelung in Schritt 9), also Griffe 6 bis 4 (Curta I) oder 8 bis 6 (Curta II). (Im Folgenden ist das Beispiel für die Curta I gerechnet.)
3. Wagen in Position 6.
4. Drei additive Drehungen (da eine 8 in der nächstniedrigeren Stelle folgt); Kontrolle, dass das Ergebniszählwerk nicht überläuft. (Sollte dies passieren, kann man die Rechnung auf Kosten der Genauigkeit eine Stelle tiefer neu anfangen, oder man muss sich die herausgefallene Ziffer wie oben merken und gedanklich vorne anfügen.)
5. Wagen in Position 5.
6. Zwei subtraktive Drehungen. Kontrolle des Umdrehungszählwerkes, zeigt 280 000.
7. Wagen in Position 4.
8. Vier additive Drehungen. Kontrolle des Umdrehungszählwerkes, zeigt 284 000. Das Resultatzählwerk zeigt 80 656 000 000, also 806,56, der Schätzwert ist also ein wenig zu hoch, aber schon sehr gut.
9. Im Einstellwerk das Doppelte des ursprünglichen Schätzwertes an den gleichen Stellen einstellen. Hier also Position 4 auf „8“, Position 5 auf „6“ und Position 6 auf „5“, dabei den Übertrag von  2 · 284 = 568 berücksichtigen. Mit dieser Einstellung kurbelt man weiter, bis das Resultatwerk einen Wert möglichst nahe an der Ausgangsgröße anzeigt.
10. Mit dem Wagen noch in Position 4, eine subtraktive Drehung. Man erhält 80 088 000 000. (Sollte der anfängliche Schätzwert zu schlecht gewesen sein, kann man den Wagen auch wieder auf höhere Positionen versetzen.)
11. Wagen in Position 3.
12. Kurbeln, bis der gesuchte Wert knapp erreicht oder leicht überschritten ist. Nach sechs Umdrehungen erhält man 80 428 800 000.
13. Wagen in Position 2.
14. Kurbeln, bis der gesuchte Wert ungefähr erreicht ist. Nach drei subtraktiven Drehungen erhält man 80 411 760 000.
15. Wagen in Position 1.
16. Kurbeln, bis der gesuchte Wert ungefähr erreicht ist. Nach zwei additiven Drehungen erhält man 80 412 896 000. Im Umdrehungszählwerk liest man ab 283 572, also 28,357 2, eine verbesserte Näherung, die sicher auf vier, wahrscheinlich auf fünf Stellen genau ist. Man wird daher normalerweise hier aufhören, kann aber natürlich mit dem verbesserten Wert die Rechnung wiederholen. (Der zwölfstellige Wert ist 28,357 168 405 9, mit einer Curta I ist also von einer zweiten Approximation bereits keine Verbesserung mehr möglich.)

Mathematischer Hintergrund (Newton-Verfahren): Für den Näherungswert N, den unbekannten Fehler E und die ebenfalls unbekannte Wurzel R gilt {\displaystyle R=N+E} und daher {\displaystyle R^{2}=N^{2}+2NE+E^{2}}.
Vernachlässigt man den quadratischen Term in E, erkennt man, dass man durch Addition oder Subtraktion von 2N zu einer Abschätzung für E und damit einem besseren Wert für N kommt. Im Regelfall kann man die Zahl der exakten Stellen in jedem Schritt annähernd verdoppeln.
Das Verfahren lässt sich ebenfalls in einer subtraktiven Variante anwenden, analog der Division nach dem abbauenden Verfahren.
Schließlich lässt sich das Verfahren auch für dritte Wurzeln anwenden, indem man {\displaystyle R^{3}=N^{3}+3N^{2}E+{\text{T. h. O.}}} ausnutzt, den Schätzwert kubiert und dann das Dreifache seines Quadrates als Korrekturwert verwendet.

### Wurzel: direktes Verfahren
Das direkte Radizieren gelingt mit der „Methode der Subtraktion ungerader Zahlen“ nach Töpler (s. u.). Dabei unterteilt man den Radikanden in Zweiergruppen und beginnt an der Einerstelle der höchsten Zweiergruppe nacheinander 1, 3, 5 usw. zu subtrahieren. Sobald ein Unterlauf auftritt, wird die subtrahierte Zahl wieder summiert, die nächstkleinere gerade Zahl eingestellt und das Verfahren an der nächsten Wagenposition neu begonnen.
Aufgabe: Bestimme {\displaystyle {\sqrt {2\,785{,}857\,5}}}.
1. Maschine rechenklar.
2. 27 858 575 möglichst weit links ins Resultatwerk bringen. Hierfür sind zwei Schritte erforderlich, zunächst die beiden letzten Ziffern in der Stellung 4, dann die übrigen Ziffern in der Stellung 8. (Das Beispiel ist für die Curta I gerechnet.)
3. Umdrehungszählwerk löschen.
4. Umsteuerungshebel in die „umgekehrt zählen“ (untere) Stellung bringen.
5. An der Einerstelle der höchsten Zweiergruppe (also der linken „7“) eine 1 einstellen, alle anderen Hebel auf Null.
6. Eine subtraktive Drehung machen.
7. Hebel auf 3 weiter schieben.
8. Eine subtraktive Drehung machen.
9. Hebel auf 5 weiter schieben.
10. Eine subtraktive Drehung machen.
11. Hebel auf 7 weiter schieben.
12. Eine subtraktive Drehung machen.
13. Hebel auf 9 weiter schieben.
14. Eine subtraktive Drehung machen.
15. Hebel auf 1 zurück schieben und den nächsthöheren Hebel auf 1 (entspricht 11).
16. Eine subtraktive Drehung machen.
17. An dieser Stelle tritt ein Unterlauf auf. Man addiert daher die Zahl sofort wieder.
18. Hebel 5 (die Einerstelle) um eine Position zurück (auf die 0, entsprechend 10).
19. Wagen auf Position 5.
20. Hebel 4 auf 1 stellen.
21. Eine subtraktive Drehung machen.
22. Hebel auf 3 weiter schieben.
23. Eine subtraktive Drehung machen.
24. Hebel auf 5 weiter schieben.
25. Es tritt wieder ein Unterlauf auf, also die 5 sofort wieder addieren.
26. Hebel zurück auf 4.
27. Wagen auf Position 4.
28. Hebel 3 auf 1 stellen.
29. Eine subtraktive Drehung machen.
30. Hebel auf 3 weiter schieben.
31. Eine subtraktive Drehung machen.
32. Hebel auf 5 weiter schieben.
33. Eine subtraktive Drehung machen.
34. Hebel auf 7 weiter schieben.
35. Eine subtraktive Drehung machen.
36. Hebel auf 9 weiter schieben.
37. Eine subtraktive Drehung machen.
38. Hebel auf 1 zurückschieben und Hebel 4 von 4 auf 5 stellen, um 11 zu subtrahieren.
39. Eine subtraktive Drehung machen.
40. Hebel 3 auf 3 weiter schieben.
41. Eine subtraktive Drehung machen.
42. Hebel 3 auf 5 weiter schieben.
43. Eine subtraktive Drehung machen.
44. Es tritt wieder ein Unterlauf auf, also die 5 (bzw. 15) sofort wieder addieren.
45. Hebel 3 zurück auf 4.
46. Wagen in Position 3.
47. Hebel 2 auf 1 stellen.
48. Analog weiter subtrahieren, der Unterlauf tritt nach der Subtraktion von 17 auf.
49. Hebel 2 zurück auf 6.
50. Wagen in Position 2.
51. Hebel 1 auf 1 stellen.
52. Analog weiter subtrahieren, der Unterlauf tritt nach der Subtraktion von 3 auf.
53. An dieser Stelle steht kein weiterer Hebel für folgende Stellen zur Verfügung, weil man an der Einerstelle beginnen musste. Eine weitere Stelle ließe sich gewinnen, indem man die vordere 2 nur virtuell einstellt und bei den ersten Schritten erst den dritten Unterlauf auswertet, analog zum Verfahren bei der Division. Die beiden im Umdrehungszählwerk ablesbaren Werte sind 52,781 (vor der Subtraktion von 3) und 52,782 (nach dem Unterlauf). Man sieht am Resultatwerk, dass der genaue Wert näher am ersten liegen muss, und könnte ggfs. weitere Stellen durch Interpolation gewinnen. (Der zwölfstellige Wert ist 52,781 222 987.)

## Entwicklung und Vertrieb

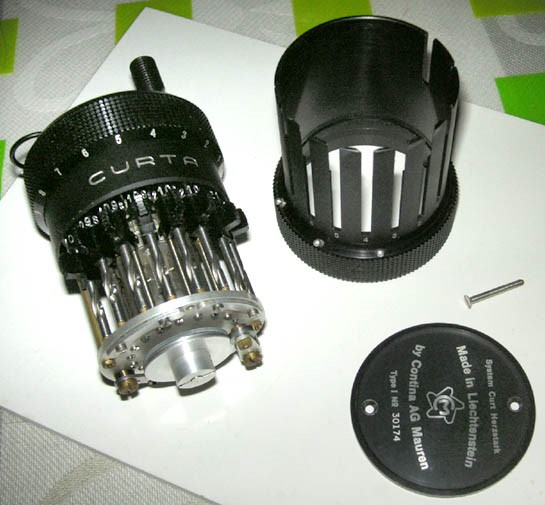
Innenansicht der Curta

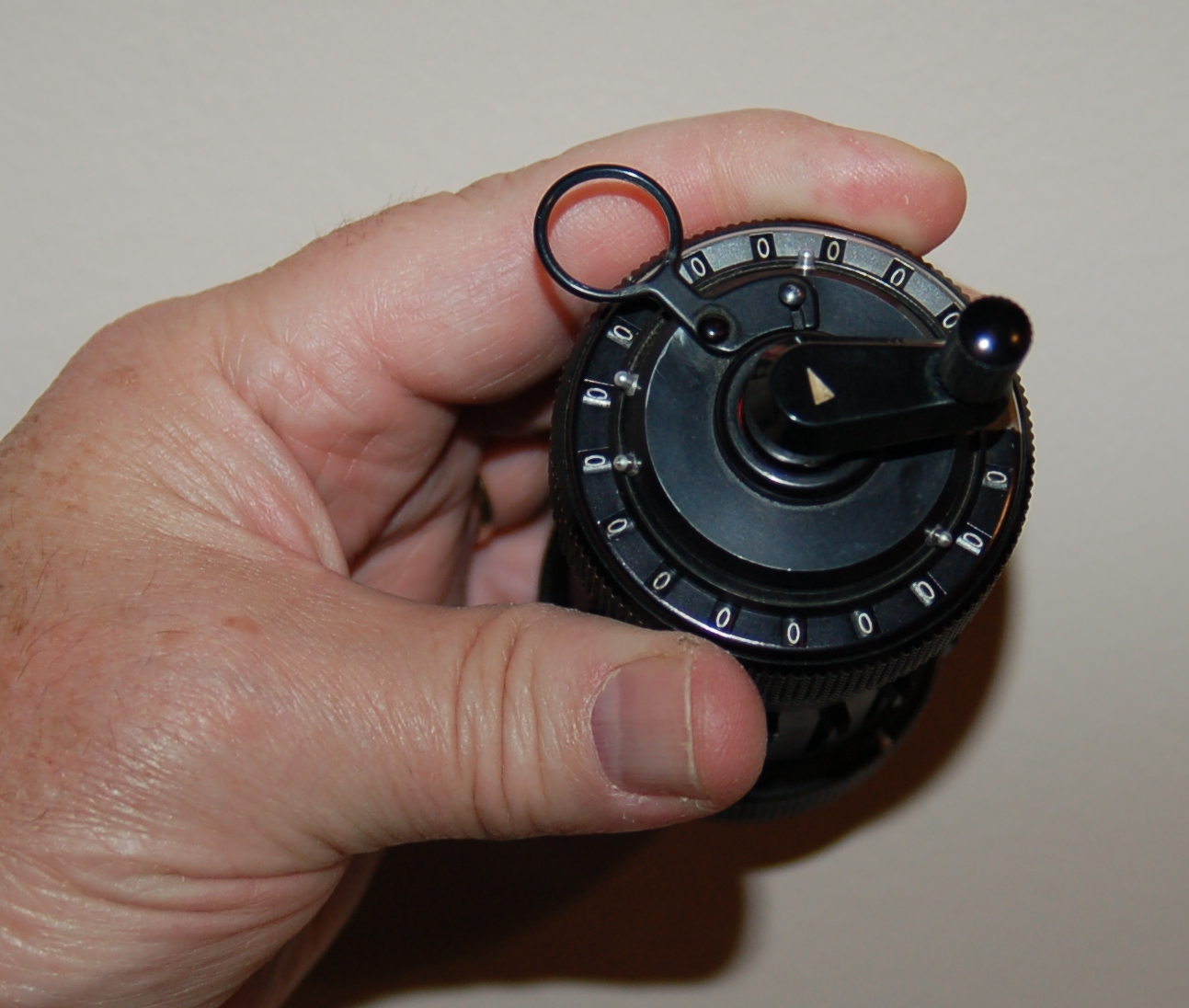
Curta I von oben gesehen

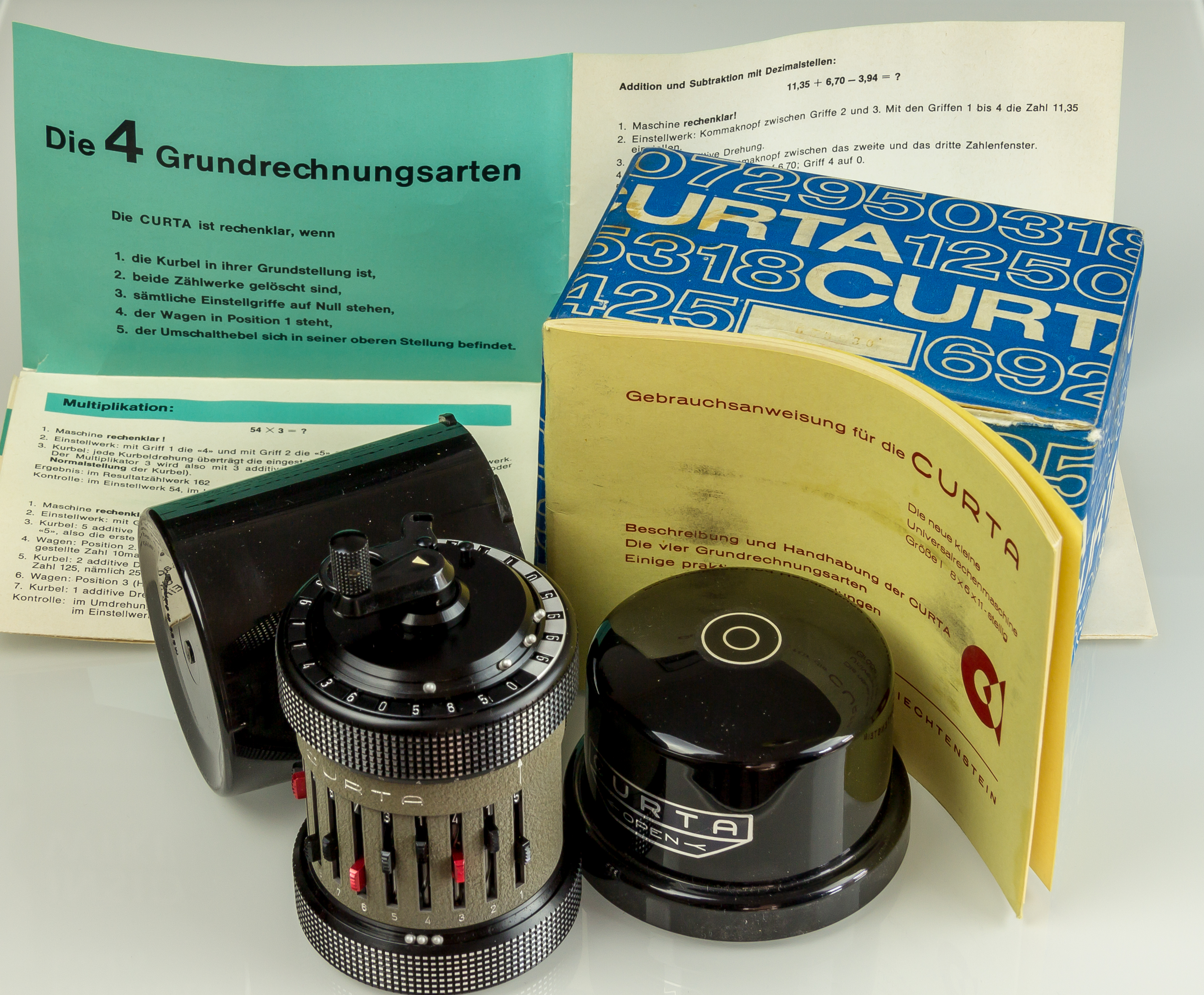
Lieferumfang einer Curta II

Die Curta ist eine ausgeklügelte feinmechanische Konstruktion. Ihre Besonderheit ist, dass sie im Gegensatz zu den sonst zur damaligen Zeit üblichen Rechenmaschinen anstelle eines Rechengetriebes pro Stelle nur ein solches Getriebe besitzt, das sich auf der zentralen Welle befindet und die einzelnen Stellen nacheinander berechnet. Diese Welle ist dafür aus Segmenten zusammengesetzt, die unterschiedliche Zähnezahlen haben und daher die Anzeigen auf der Oberseite unterschiedlich weit drehen können. Alle Teile (bei der Curta II über 700) sind aus Metall gefertigt (Ausnahme: bei Maschinen aus später Produktion waren Kurbel und Löschhebel aus Kunststoff). Spezielle Entgratungs- und Selektionsverfahren sorgen für einen problemlosen und seidenweichen Lauf.
Anzumerken ist, dass dieses Prinzip aus dem ausgehenden 18. Jahrhundert stammt; in dieser Zeit waren solche Rechenmaschinen als „Rechenmühlen“ bekannt, u. a. von Hahn, Schuster und Müller, sowie im 19. Jahrhundert durch Edmondson. Ein Pendant aus ähnlicher Zeit ist die Maschine „Gauß“, um 1905, von Christel Hamann. In ihrer Perfektion und Miniaturisierung ist die Curta aber einzigartig.
Sie wurde von dem österreichischen Büromaschinenfabrikanten Curt Herzstark konstruiert. Herzstark beendete die Konstruktionspläne im KZ Buchenwald. Die Curta ging erst nach dem Krieg in Liechtenstein bei der eigens gegründeten Contina AG in Produktion.
Sie war zu ihrer Zeit eine technische Sensation; zwar gab es leistungsfähigere Rechenmaschinen, auch mit elektrischem Antrieb und mit erweiterten Funktionen wie der Rückübertragung eines Ergebnisses ins Einstellwerk, diese waren aber erheblich größer und kaum transportabel. Ursprünglich sollte sie Liliput heißen; der Name Curta leitet sich vom Vornamen des Konstrukteurs ab.
Produktionsstart war 1947. Der elfstellige Typ I war 85 mm hoch und hatte einen Durchmesser von 53 mm. Er besitzt ein Einstellwerk mit acht Stellen und ein Resultatzählwerk mit elf Stellen. Ab Januar 1954 wurde zusätzlich der Typ II mit einem 11-stelligen Einstell- und 15-stelligen Resultatzählwerk produziert. Er ist mit 90 × 65 mm etwas größer, im Aufbau aber prinzipiell gleich.
Insgesamt wurden bis 1971 rund 140.000 Exemplare der Curta hergestellt; genaue Produktionszahlen sind allerdings nicht bekannt. Der Preis der Ausführung I lag im Jahr 1965 bei 425 DM (1.032 € nach heutiger Kaufkraft), die größere Curta II kostete 535 DM (1.300 €). Die Curta war zu ihrer Zeit in allen Bereichen im Einsatz, in denen man heute Taschenrechner findet, im Ingenieurwesen wurde aber häufig (für die Punktrechnung) der Rechenschieber vorgezogen, der zwar ein ungenaueres Ergebnis liefert, aber für diese Anwendung deutlich schnelleres Rechnen ermöglicht. Aufgrund ihrer geringen Größe war sie trotz des vergleichsweise hohen Preises sehr beliebt, wurde aber in den frühen 1970er-Jahren schnell von elektronischen Rechnern (HP-35) verdrängt. Die Curtas sind daher aus dem Alltagsgebrauch verschwunden, aber ein sehr beliebtes Sammelobjekt, für das, insbesondere bei guter Erhaltung, entsprechende Preise gezahlt werden.
Zu Demonstrationszwecken gab es auch Curtas mit Öffnungen im Gehäuse und Einzelteile, auch in Großausführung. Eine Curta mit elektrischem Antrieb (über Batterie) wurde ebenso verworfen wie ein Muster mit trigonometrischen Skalen. Der Vorarlberger Ingenieur Elmar Maier befasste sich mit der Elektrifizierung der Curta.
Die Curta Rechenmaschine wurde weltweit vertrieben und war äußerst beliebt. Die ETH Zürich veranstaltete 1957 auch Einführungskurse für Gymnasiallehrer, die gut besucht waren. Zahlreiche Institutionen in der Schweiz verwendeten die handliche Maschine. Darunter waren etwa die Schweizer Bundesverwaltung, das Institut für angewandte Mathematik sowie Institut für technische Physik der ETH Zürich, die Eidgenössische Anstalt für Wasserversorgung EAWAG, die Eidgenössische Materialprüfungsanstalt, die Fluggesellschaft Swissair, die Aluminium-Industrie AG, Brown  Boveri & Cie., die Maschinenfabrik Oerlikon, die Escher-Wyss AG, die Schweizerische Kreditanstalt, die Schweizerische Rückversicherungs-Gesellschaft und die Schweizerische Unfallversicherungs-Gesellschaft SUVA.

## Curta-Sammlungen

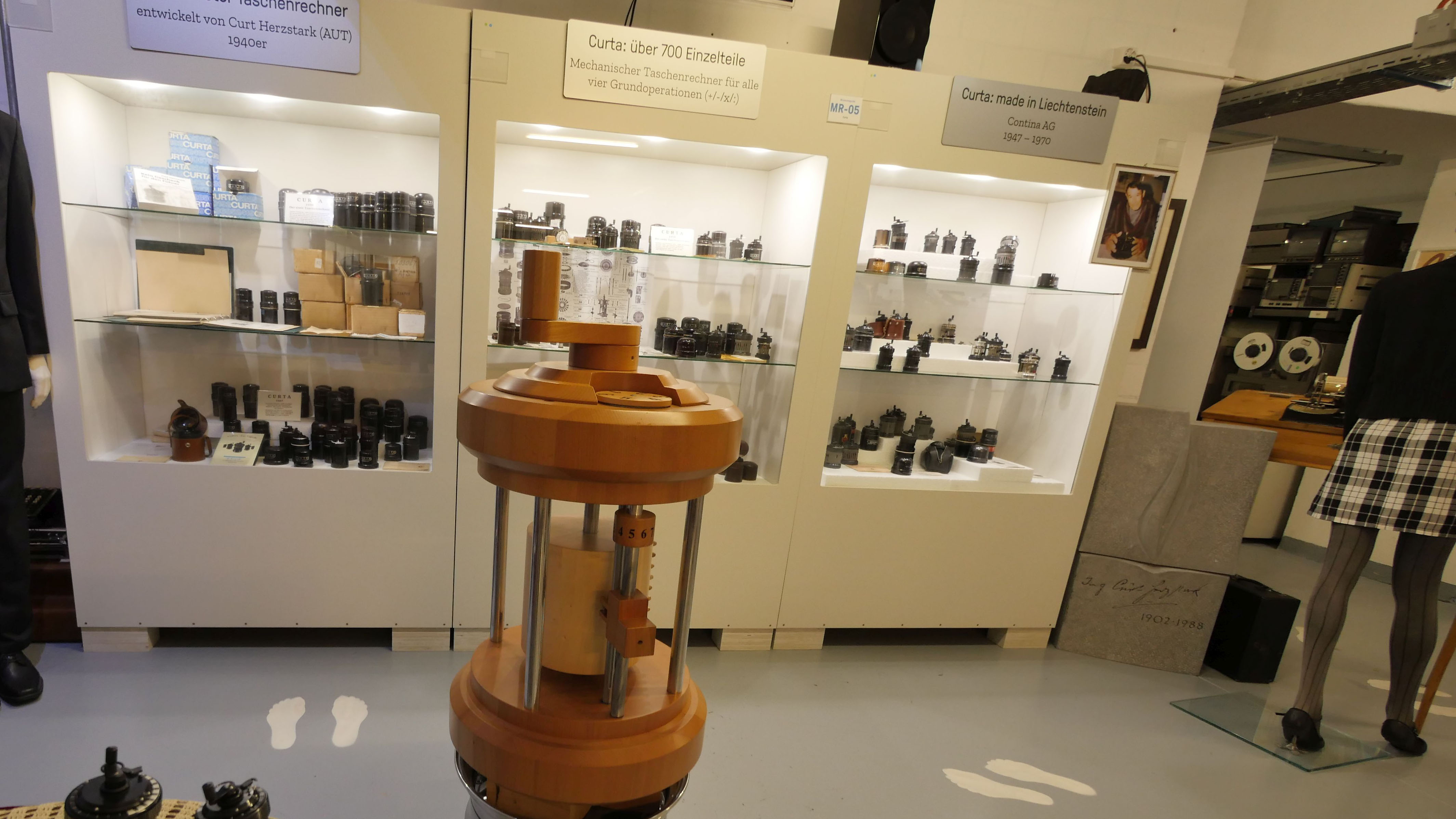
Curta-Sammlung im Museum Enter in Solothurn.

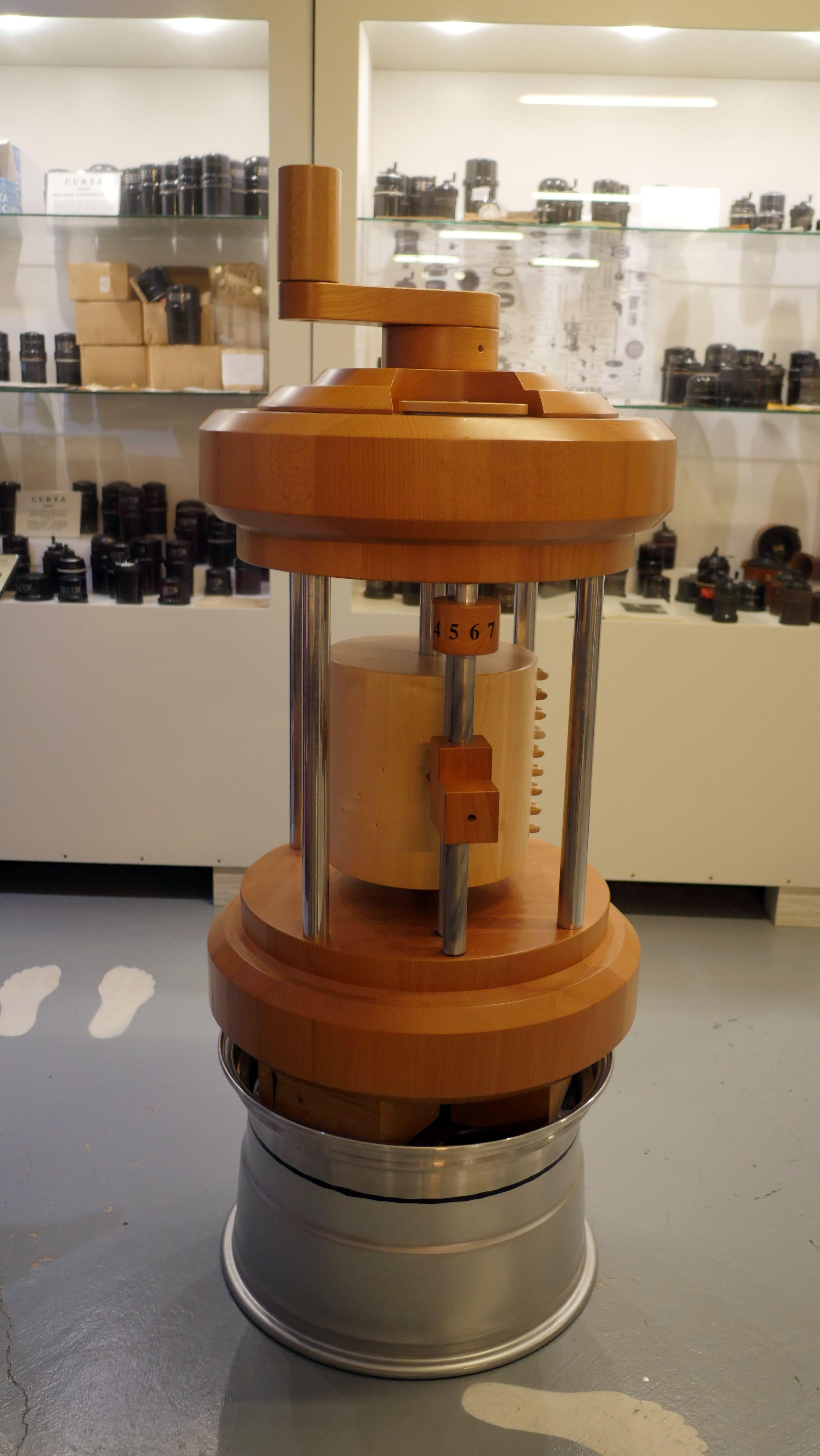
Holzmodell der Curta Rechenmaschine im Museum Enter in Solothurn

Die Curta Rechenmaschinen sind ein begehrtes Sammelobjekt und werden teuer gehandelt. Eine der größten Sammlungen hat der Schweizer Unternehmer Peter Regenass aus Langenthal angelegt. Sie umfasst über 100 Maschinen und ist ihrerseits Teil einer umfassenden Sammlung von mechanischen Rechenmaschinen. Ein Teil davon befindet sich heute im Museum Enter in Solothurn. Ein überlebensgroßes Holzmodell erklärt das Funktionsprinzip der Maschine. Gäste können mit richtigen Curta-Maschinen experimentieren. 2013 fand dort eine Sonderausstellung zur Curta statt.
Der Schweizer Sammler Peter Regenass schenkte dem Museum Yad Vashem  im Jahr 2016 in Jerusalem ein Exemplar der Curta-Rechenmaschine.

## Simulationen
- Tutorials online

- Simulator in 3D. Online

## Videos und Interviews
- The Astounding Curta Mechanical Calculator. YouTube Video-Demonstration (englisch)
- Interview mit Curt Herzstark aus dem Jahr 1987 (online)